# Rai HD
Rai HD ist ein öffentlich-rechtlicher HD-Fernsehsender der Radiotelevisione Italiana.
Der Sender überträgt terrestrisch ausgewählte Sendungen der drei Hauptsender Rai 1, Rai 2 und Rai 3 in HD-Qualität. Lokal begrenzt sind auch die drei Sender Rai 1 HD, Rai 2 HD und Rai 3 HD verfügbar. 
Rai strahlt weiter über Satelliten die HD-Kanäle Rai 1 HD, Rai 2 HD, Rai 3 HD, Rai 4 HD, Rai Movie HD, Rai Premium HD, Rai Sport + HD, Rai Gulp HD, Rai YoYo HD, Rai Storia HD, Rai Scuola HD, und Rai News HD.